# Kim Sung-kju
Kim Sung-kju (hangŭl: 김승규, anglickou transkripcí Kim Seung-gyu; * 30. září 1990, Ulsan) je jihokorejský fotbalový brankář a reprezentant, v současné době hraje v jihokorejském klubu Ulsan Hyundai.

## Reprezentační kariéra
Zúčastnil se Mistrovství světa 2014 v Brazílii, kde Jižní Korea obsadila s jedním bodem poslední místo v základní skupině H. Na šampionátu byl náhradním brankářem, ale odchytal poslední zápas ve skupině proti Belgii.